# 小行星5640
小行星5640（英語：5640 Yoshino）是一颗围绕太阳公转的小行星。1989年10月21日，M. Mukai、M. Takeishi在鹿儿岛市发现了此天体。
这颗小行星的绝对星等为173.4952129664037等。